# Championnat d'Uruguay de football 1903
Navigation
Édition précédente Édition suivante
| \| Montevideo: · CURCC · Albion · Deutscher · Uruguay Athletic · Nacional · Triunfo · Wanderers Montevideo \| Localisation des clubs engagés dans le championnat. |
| Montevideo: · CURCC · Albion · Deutscher · Uruguay Athletic · Nacional · Triunfo · Wanderers Montevideo                                                           |

La 4e édition du championnat d'Uruguay de football est remportée par le Club Nacional de Football. C’est le deuxième titre du club. Le Nacional l’emporte grâce à un match d’appui sur le Central Uruguay Railway Cricket Club. Deutscher complète encore une fois le podium. 
La quatrième saison du championnat uruguayen regroupe sept équipes. Le Montevideo Wanderers Fútbol Club rejoint la compétition. 
Le Nacional conserve son titre. Il termine à la première place de la saison régulière, mais ex æquo avec le CURCC. Un match d’appui est donc organisé alors que le pays est en train d’entrer dans la guerre civile. Le match se déroule sur le terrain de l’Albion.
Tous les clubs participant au championnat sont basés dans l’agglomération de Montevideo.

## Les clubs de l'édition 1903
| Club                                 | Stade                    | Capacité | Ville      |
| ------------------------------------ | ------------------------ | -------- | ---------- |
| Albion Football Club                 | Cancha del Albion        | 6000     | Montevideo |
| Central Uruguay Railway Cricket Club | Villa Peñarol            | -        | Montevideo |
| Deutscher Fussball Klub              | -                        | -        | Montevideo |
| Montevideo Wanderers Fútbol Club     | -                        | -        | Montevideo |
| Club Nacional de Football            | -                        | -        | Montevideo |
| Triunfo Futball Club                 | -                        | -        | Montevideo |
| Uruguay Athletic Club                | Cancha de Punta Carretas | -        | Montevideo |

## Compétition

### Les moments forts de la saison
La guerre civile uruguayenne trouble fortement le championnat. Un match entre les Wanderers et le Triunfo est même annulé. Cela explique que ces deux clubs n’aient joué que 11 matchs au cours de la saison au lieu des 12 prévus au calendrier.

### Classement
Le classement est établi sur le barème de points suivant : victoire à 2 points, match nul à 1, défaite à 0.
| Rang | Équipe                    | Pts | J  | G  | N | P | Bp | Bc | Diff |
| ---- | ------------------------- | --- | -- | -- | - | - | -- | -- | ---- |
| 1    | Club Nacional de Football | 22  | 12 | 10 | 2 | 0 | 52 | 3  | +49  |
| 2    | CURCC                     | 22  | 12 | 10 | 2 | 0 | 24 | 1  | +23  |
| 3    | Deutscher Fussball Klub   | 10  | 12 | 4  | 2 | 6 | 18 | 17 | +1   |
| 4    | Montevideo Wanderers      | 9   | 11 | 4  | 1 | 6 | 20 | 24 | -4   |
| 5    | Albion Football Club      | 7   | 12 | 2  | 3 | 7 | 14 | 37 | -23  |
| 6    | Triunfo Futball Club      | 7   | 11 | 2  | 3 | 6 | 9  | 33 | -24  |
| 7    | Uruguay Athletic Club     | 5   | 12 | 2  | 1 | 9 | 6  | 28 | -22  |

| Légende : Qualifications et relégations | Légende : Qualifications et relégations |
| --------------------------------------- | --------------------------------------- |
|                                         | Champion d’Uruguay                      |
|                                         | Relégation en deuxième division         |
|                                         | T : Tenant du titre P : Promus          |

### Barrage
| match d'appui | Club Nacional de Football | 3-2 | CURCC                            | Cancha del Albion   |                     |
|               | B. Céspedes · C. Céspedes |     | Aniceto Camacho · Eugenio Mañana | Spectateurs : 6 000 | Spectateurs : 6 000 |

## Bilan de la saison
| Championnat d'Uruguay de football 1903                             |                                      |
| Champion                                                           | Club Nacional de Football (2e titre) |
| Promotions et relégations                                          |                                      |
| Promus en Primera División                                         | Aucun                                |
| Relégués en Championnat d'Uruguay de football de deuxième division | Aucun                                |

## Statistiques

### Meilleur buteur
1. Juan Pena (CURCC), 16 buts.